# Erick Versloot
Dirk Jan (Erick) Versloot (Woerden, 1970) is een Nederlands predikant, organist en schrijver.

## Levensloop

### Studie
Erick bezocht het gymnasium in Utrecht waarna hij bestuurskunde studeerde aan de Universiteit van Leiden. Hij ging in 1989 theologie studeren aan de Vrije Universiteit in Amsterdam. Hier kreeg hij als hoofdvakken liturgiek van Prof. Dr. J.P. Boendermaker en orgelkunde van Prof. Dr. Ewald Kooiman.

### Loopbaan
Versloot is sinds 1985 als organist actief. In 1996 werd hij predikant in Linschoten en in 1999 in de Brugkerk in Nieuwerbrug. Hij was vanaf 2005 deeltijds predikant in de gereformeerde kerk van Waarder en vanaf augustus 2013 fulltime. Hij is sinds 2017 tot op heden predikant in de hervormde Janskerk en De Rank in Mijdrecht. Van hem verschenen er meerdere cd's en geeft lezingen en workshops door Nederland. Hij heeft zijn eigen programma Dichter bij het lied waarmee hij optredens geeft in theaters en op scholen. In 2021 verscheen zijn autobiografisch boek Waar ben ik in hemels naam mee bezig? over zijn leven als dominee.

## CD's
- Adieu
- DJ en DJ in concert i.s.m. Dirk Jan Warnaar
- Orgels in de Rijnstreek

## Publicaties
- Waar ben ik in hemels naam mee bezig?
- Dichter bij het Lied
- Het lied op andere lippen i.s.m. Sytze de Vries
- Bijbelse dagkalender 2023
- Jong geleerd...